# Roméo et Juliette (film, 2013)
Pour les articles homonymes, voir Roméo et Juliette (homonymie).
Pour plus de détails, voir Fiche technique et Distribution.
Roméo et Juliette (Romeo and Juliet) est une tragédie américano-italo-suisse de Carlo Carlei sortie en 2013.

## Synopsis
L'histoire d'amour impossible entre Roméo et Juliette.

## Fiche technique
- Titre original : Romeo and Juliet
- Titre français : Roméo et Juliette
- Titre québécois  :
- Réalisation : Carlo Carlei
- Scénario : Julian Fellowes d'après Roméo et Juliette de William Shakespeare
- Direction artistique : Tonino Zera
- Décors : Gianpaolo Rifino et Armando Savoia
- Costumes : Carlo Poggioli
- Photographie : David Tattersall
- Son :
- Montage : Peter Honess
- Musique : Abel Korzeniowski
- Production : Lawrence Elman, Julian Fellowes, Alexander Koll, Ileen Maisel, Doug Mankoff, Andrew Spaulding et Dimitra Tsingou
- Société(s) de production : Amber Entertainment, Indiana Production Company et Swarovski Entertainment
- Société(s) de distribution :
- Budget : 24 000 000 $[1]
- Pays d’origine :  États-Unis/ Italie/ Suisse
- Langue : Anglais
- Format : Couleur (Technicolor) — 35 mm — 1,85:1 — Son : Dolby numérique
- Genre : Film dramatique
- Durée : 118 minutes
- Dates de sortie :
- États-Unis : 11 octobre 2013

## Distribution
- Hailee Steinfeld (VF : Audrey Sablé) : Juliette Capulet
- Douglas Booth (VF : Paolo Domingo) : Roméo Montaigu
- Stellan Skarsgård (VF : Gabriel Le Doze) : Escalus Prince de Vérone
- Damian Lewis (VF : Jean-Pierre Michaël) : le seigneur Capulet
- Ed Westwick (VF : Nessym Guetat) : Tybalt
- Paul Giamatti (VF : Daniel Lafourcade) : Frère Laurent
- Natascha McElhone (VF : Danièle Douet) : Lady Capulet
- Kodi Smit-McPhee (VF : Gwenaël Sommier) : Benvolio
- Christian Cooke (VF : Juan Llorca) : Mercutio
- Lesley Manville (VF : Annie le Youdec) : la nourrice
- Tom Wisdom (VF : Damien Ferrette) : Comte Pâris
- Tomas Arana : Montaigu
- Laura Morante : Lady Montaigu
- Simona Caparrini : une amie des Capulet

Source et légende : Version française (VF) sur RS Doublage

## Tournage
Mantoue
- Piazza Sordello.
- Palazzo Ducale (extérieur et intérieur).
- Cortile della Mostra.
- Cathédrale San Pietro de Mantoue (extérieur et intérieur).
- Piazza Concordia.
- Rotonde San Lorenzo (extérieur et intérieur).
- Palais Te (intérieur); Sala dei giganti (fresques)

Verone
- Piazza dei Signori.
- Tombeaux des Scaligeri.
- Tour des Lamberti (escalier dans la cour intérieure).
- Pont Scaliger (vue sur le pont et intérieur).
- Ponte Pietra sur le fleuve Adige.

Subiaco
- Le monastère Sacro Speco di San Benedetto (intérieur).
- Monastère de Sainte-Scholastique (jardin) et (porte, donnant sur la route d'accès au monastère).

Fumane
- Villa Della Torre (pièce intérieure avec une des cheminées lion).

Caprarola
- Villa Farnese (escalier intérieur) et Pavillon: "Casina del Piacere" (balcon et jardin).

Montagnana
- Mur d'enceinte.
- Porta Vicenza,via circonvallazione.

Tarquinia
- Torrione Matilde Di Canossa, via Porta Castello.

Vulci
- Castello del'Abbadia musée archéologique.

## Distinctions
- International Film Music Critics Association Awards 2013 : Musique de l'année